# Tine Poklar
Tine Poklar (* 5. Oktober 1990 in Koper) ist ein slowenischer Handballspieler.

## Karriere
Poklar begann in der Jugend bei RK Koper Handball zu spielen. Für dieselbe Mannschaft lief er später auch in der ersten Mannschaft auf. Mit Koper sicherte sich der Rechtshänder 2010/11 sowohl die slowenische Meisterschaft als auch den Pokal. Des Weiteren konnte das Team im selben Jahr auch den EHF Challenge Cup für sich entscheiden. 2011/12 nahm er an der EHF Champions League teil und erreichte auf Anhieb das Viertelfinale. 2012/13 nahm Poklar mit dem Team noch am EHF-Pokal teil ehe der Verein aufgrund finanzieller Probleme aufgelöst werden musste. Von 2013/14 bis 2015/16 stand Poklar dann bei RK Maribor Branik unter Vertrag. Mit Maribor nahm er jede Saison am EHF-Pokal teil, das Team kam jedoch nie über die Qualifikationsrunden hinaus. 2016/17 wurde der Rückraumspieler von Elverum Håndball verpflichtet. Mit den Norwegern nahm Poklar 2016/17, 2017/18 und 2018/19 erneut an Gruppenphase der EHF Champions League teil. 2019/20 wurde Poklar vom Alpla HC Hard für die Spusu LIGA verpflichtet. 2020 verließ Poklar die Vorarlberger wieder und kehrte zum RK Koper zurück. In der Saison 2020/21 wurde Poklar mit 155 Treffern in 26 Spielen Torschützenkönig der höchsten slowenischen Spielklasse.